# 东黄寺
东黄寺是位于北京市朝阳区黄寺大街的一座藏传佛教格鲁派寺院，现已无存。

## 历史
《钦定日下旧闻考·卷一百七·郊垧北一》载：
増：安定门外镶黄旗教场北有东黄寺。（《五城寺院册》）臣等谨按：东黄寺，顺治八年奉勅就普静禅林兴建。康熈三十三年，重修正殿。檐上恭悬御书额曰：“大乗宝殿”，檐前额曰：“明妙圆澄”，殿内额曰：“妙演三摩”，联曰：“梵香馥郁吉云凝象教西传净业，宝相庄严华月印鴈堂北护黄图”，皆皇上御书。殿前碑亭二，东碑为顺治八年大学士寗完我撰，西碑恭勒圣祖仁皇帝重修记文，碑阴恭勒皇上御制诗。
増：圣祖仁皇帝《重修东黄寺碑记》：
朕惟象教之传，由来已久，其阐发宗风，宣扬梵谛，大都以清净慈惠倡导颛蒙，与帝王弘济群生之至意亦有合焉。普静禅林在京城之北，法侣攸萃，薫呗庄严，当顺治年间，有西域缁流以祝国佑民为请，爰奉俞旨，剏建兹刹，历有年矣。朕时巡偶至，顾视栋宇倾颓，因发内帑，命员外郎永保、海伦庀材鸠众葺而新之。夫三乗以劝善良，五戒以防淫慝，溯厥本源，洵足饬躬砥俗，禆益化成，是役也，岂徒为方外饰观而已哉？工竣勒文记之，并赐额以昭示于永久云。
増：乾隆三十年《御制重修普静禅林瞻礼有述》：
禅林郁律凤城北，辛卯（顺治）剏成甲戍（康熈）修。六十余年事重葺，百千奕叶仰前猷。无非保赤右扇念，有集衣黄偏袒流。亲诣瓣香昭庆落，七言聊当（去声）志碑留。

雍正十二年（1734年），第二世敏珠尔呼图克图（青海广惠寺寺主）获封驻京呼图克图，驻锡东黄寺。乾隆三十四年（1769年），东黄寺再次重修。随着来北京的蒙古人日益增多，清朝还在东黄寺以东兴建了“蒙古外馆”。
咸丰十年（1860年），英法联军侵占北京，东黄寺、西黄寺遭到破坏，建筑受损严重。光绪二十六年（1900年），八国联军攻占北京，东黄寺遭劫。
中华民国时期，东黄寺和西黄寺因年久失修，损毁严重。1940年代，该寺仍为喇嘛庙，开展佛事活动。
释妙舟《蒙藏佛教史》载，
黄寺。有二：曰东黄寺、曰西黄寺，二寺毗连，均在安定门外镶黄旗教场北，同垣异构，土人称双黄寺。东黄寺旧为普静禅林，清顺治八年奉敕改建为喇嘛驻锡之所。康熙三十三年，栋宇倾颓，因发内帑，命员外郎永保、海伦庀材鸠众，葺而新之。殿前碑亭：一、顺治八年孟冬月国史院大学士宁完我撰文，塔七哈哈番罗米书写满文，额者库必里兔书写蒙文，典籍杨振麟书写汉文，在东；一、康熙三十三年圣祖御制重修记文，背有乾隆二十九年高宗御制普静禅林瞻礼诗，在西。正殿之西旧有敏珠尔呼图克图仓一座，寺即属之管理。
1958年，东黄寺全部建筑、西黄寺的逹赖喇嘛庙因破败而被拆除。

## 建筑
东黄寺坐北朝南，建筑宏丽。特别是该寺的大殿，十分高大。过去老北京有谚语：“东黄寺的殿，西黄寺的塔”，即称赞东黄寺的大殿同西黄寺的清净化城塔。东黄寺的主要建筑自南向北依次为：
- 山门：位于黄寺大街路北。[2]
- 天王殿：殿内东西分列四大天王塑像。[2]
  - 钟楼、鼓楼：位于天王殿前左右两侧。[2]
- 大殿：面阔五间，重檐庑殿顶，四周有廊，正脊中央有金属覆钵式塔型脊刹。殿前有大型月台，月台周围有汉白玉石栏杆。月台正前方有三道台阶，其中两侧各一道台阶，正中的台阶中央有大型丹陛石一块。走下正中台阶有重檐圆攒尖顶青铜香炉一座，置于石座上。殿内供奉三世佛。殿内左右两壁分别设有“Г”、“˥”形佛龛，其中北侧贴北墙各设有一座佛龛（面朝南），东、西两壁各设有若干佛龛。[2]
  - 东、西配殿：位于大殿前左右两侧。[2]
  - 碑亭：位于大殿前院落内左右两侧。四角攒尖单檐亭式顶。约1930年代被毁。[2]
- 后楼：大殿向后有一条甬路，通向后楼。后楼四周及甬道两侧为一圈矮墙，后楼前的月台侧面各有两个吐水兽。后楼二层，面阔七间（另有两梢间），进深七间（另有两梢间），四面均为庑殿顶，中间为天井。[2]